# Нижние Бюртли-Шигали
Ни́жние Бю́ртли-Шига́ли (чув. Йӳҫ Шӑхаль) — деревня в Комсомольском районе Чувашской Республики. Входит в состав Шераутского сельского поселения.

## География
Находится в юго-восточной части Чувашии, на расстоянии приблизительно 18 км на юг-юго-запад по прямой от районного центра села Комсомольское.

## История
Упоминается с 1671 года. В 1723 году было учтено 26 дворов, в 1795 — 43 двора и 241 житель, в 1869—334 жителя, в 1897 — 92 двора и 537 жителей, в 1926—146 дворов и 768 человек, в 1939—852 жителя, в 1979—791. В 2002 году было 182 двора, в 2010—145 домохозяйств. В 1931 году был образован колхоз «Вăрăм Шур», в 2010 действовал СХПК «Победа».

## Население
Постоянное население составляло 476 человек (чуваши 99 %) в 2002 году, 416 в 2010.